# Agrypon cushmani
Agrypon cushmani là một loài tò vò trong họ Ichneumonidae.